# Paraguayi futsalválogatott
A paraguayi futsalválogatott Paraguay nemzeti csapata, amelyet a Paraguayi labdarúgó-szövetség (spanyolul: Asociación Paraguaya de Fútbol) irányít.

## Története
Futsal-világbajnokságon először 1989-ben szerepeltek. Legjobb eredményük egy negyeddöntő a 2016-os világbajnokságról, melynek Kolumbiai adott otthont.
A Copa Américán három alkalommal játszottak döntőt: 1998-ban, 1999-ben és 2015-ben, de mindháromszor vereséget szenvedtek.

## Eredmények

### Futsal-világbajnokság
| Év       | Eredmény        | Hely          | M             | Gy            | D             | V             | Rg            | Kg            | Gk            |
| -------- | --------------- | ------------- | ------------- | ------------- | ------------- | ------------- | ------------- | ------------- | ------------- |
| 1989     | Második forduló | 6.            | 6             | 2             | 2             | 2             | 14            | 14            | 0             |
| 1992     | Első forduló    | 13.           | 3             | 1             | 0             | 2             | 14            | 18            | -4            |
| 1996     | Nem jutott be   | Nem jutott be | Nem jutott be | Nem jutott be | Nem jutott be | Nem jutott be | Nem jutott be | Nem jutott be | Nem jutott be |
| 2000     | Nem jutott be   | Nem jutott be | Nem jutott be | Nem jutott be | Nem jutott be | Nem jutott be | Nem jutott be | Nem jutott be | Nem jutott be |
| 2004     | Első forduló    | 10.           | 3             | 1             | 0             | 2             | 8             | 11            | -3            |
| 2008     | Második forduló | 7.            | 7             | 3             | 1             | 3             | 27            | 17            | +10           |
| 2012     | Nyolcaddöntő    | 12.           | 4             | 1             | 1             | 2             | 10            | 15            | -5            |
| 2016     | Negyeddöntő     | 7.            | 5             | 2             | 1             | 2             | 20            | 13            | +7            |
| Összesen | Negyeddöntő     | 6/8           | 28            | 10            | 5             | 13            | 93            | 88            | +5            |

### Copa América
- 1992 –  3. helyezett
- 1995 – 4. helyezett
- 1996 – 4. helyezett
- 1997 –  3. helyezett
- 1998 –  2. helyezett
- 1999 –  2. helyezett
- 2000 – Csoportkör
- 2003 –  3. helyezett
- 2008 – 4. helyezett
- 2011 –  3. helyezett
- 2015 –  2. helyezett
- 2017 –  3. helyezett

## Külső hivatkozások
- A Paraguayi labdarúgó-szövetség hivatalos honlapja (spanyol nyelven). apf.org.py
- Futsal World Ranking (angol nyelven). futsalworldranking.be
- FIFA Futsal World Cup Overview (angol nyelven). rsssf.com
- American Futsal Championships Overview (angol nyelven). rsssf.com